# Phoradendron dimerostachys
Phoradendron dimerostachys är en sandelträdsväxtart som beskrevs av C.T. Rizzini. Phoradendron dimerostachys ingår i släktet Phoradendron och familjen sandelträdsväxter. Inga underarter finns listade i Catalogue of Life.